# Elaphoglossum semisubulatum
Elaphoglossum semisubulatum är en träjonväxtart som beskrevs av Robbin C. Moran och Mickel. Elaphoglossum semisubulatum ingår i släktet Elaphoglossum och familjen Dryopteridaceae. Inga underarter finns listade.